# 山口草平
山口草平（やまぐちそうへい、本名、光四郎、1882年10月18日 - 1961年7月8日）は日本の挿絵画家。大石順教の夫で二児を得たが彼の不倫により離婚した。

## 概要
大阪府出身。国学院専門部を卒業後、独学で絵を学んだ。弟子に粥川伸二がいる。

## 主な作品
- 上笙一郎（複刻版編集）『名作挿画全集』別巻（附録「さしゑ」解説・目次・索引）、大空社、2014年10月。全国書誌番号 22491867、セットISBN 978-4-283-01309-4。
  - 第4巻「14 挿画について」1935年（昭和10年）9月25日。

- - 行友李風『月形半平太』p.187（解題p.200）。

裝幀
- 大野静馬 『大阪陣』、平凡社、1929年（昭和4年）。国立国会図書館内/図書館送信。

挿画（単行本）
- 大佛次郎『水戸黄門』、中央公論社、1935年（昭和10年）、p.__（ 0006.jp2 ）。国立国会図書館内/図書館送信。
- 「カレ」『魚 春の巻』食満南北（編）、大阪魚会社、1935年（昭和10年）、p.__（0007.jp2）、国立国会図書館内/図書館送信。

雑誌（挿画、扉絵）
- 「扉画・天下茶屋旧蹟」『上方』第2号、上方郷土研究会、1931年2月、p. 1-（0002.jp2）。国立国会図書館限定。
- 「挿画・鴈治郎の紙屋治兵衛」『上方』第13号、上方郷土研究会、1932年1月、p.105-（0063.jp2）。国立国会図書館限定。

- 「扉絵 芝居茶屋（凸版）」『上方』第22号、上方郷土研究会、1932年10月、p.1-（0006.jp2）、国立国会図書館限定。
- 「扉絵 新町九軒吉田屋の表口（凸版）」『上方』第2号、上方郷土研究会、1933年4月、p.1-（0006.jp2）、国立国会図書館限定。

- 「御霊文楽の楽屋」『上方』第50号、上方郷土研究会1935年2月、p.__、国立国会図書館限定。
- 「扉絵 舞姿（凸版）」『上方』第52号、上方郷土研究会、1935年4、p.1（0007.jp2）、国立国会図書館限定。

- 「商家の元旦雜煮を祝ふ」『上方』第61号、上方郷土研究会、1936年1月、p.33-（0026.jp2）。国立国会図書館限定。
- 『上方』第69号、上方郷土研究会、1936年9月。寄稿者に渡邊虹衣、井上賴壽、鈴木重雅、中井浩水、森久兵衞、堂本寒星、升屋治三郞、山口草平、藤里好古、柴谷宰二郞、川崎人魚洞、田中綠紅、林春隆、麻生路郞、竹內誠一。国立国会図書館限定。
- 「翁」『上方』第73号、上方郷土研究会、1937年1月、p.1-（0006.jp2）、国立国会図書館限定。寄稿者に渡邊虹衣、食滿南北、音代節雄、小寺鳩甫、伊藤櫟堂、野間光辰、荒井也陶、山口草平、岸本水府、岸田定雄、鷲尾正久、中井浩水、大脇正一、松阪靑溪、田中主水。
- 「成駒屋の死絵」『上方』第74号、上方郷土研究会、1937年2号、国立国会図書館限定。
- 「虫売り」『上方』第80号、上方郷土研究会、1937年8月、p.1-（0006.jp2）。国立国会図書館限定。
- 「剣舞芝居楽屋」『上方』第101号、上方郷土研究会、1939年5月、p.53-（0032.jp2）。国立国会図書館限定。

- 「蓮月尼（画）」『上方』第109号、上方郷土研究会、1940年1月、p.16-（0014.jp2）。国立国会図書館限定。
- 「鴨川の夕凉」『上方』第127号、上方郷土研究会、1941年7月、山口草平 p.5-（0008.jp2）、国立国会図書館限定。
- 「南地」『日本美術工芸』第54号、日本美術工芸社（編）、1947年10月、p64-（0034.jp2）、doi:10.11501/2281560。ISSN 0911-9221。国立国会図書館／図書館送信参加館内公開。

## 関連資料
発行順。
- 「展覧会批評対話　北野恒富、矢野橘村、山口草平」『新日本 = The new Japan』第8巻第10号（10月号）、新日本社、1918年10月、p.70-（0073.jp2）。国立国会図書館限定。
- 西尾祐吾「大石順教と身体障害者福祉」『プ-ル学院大学研究紀要』プール学院大学、2008年、第48号、p.173-184。ISSN 1342-6028、NAID 110007003281。